# Baigts-de-Béarn
Baigts-de-Béarn är en kommun i departementet Pyrénées-Atlantiques i regionen Nouvelle-Aquitaine i sydvästra Frankrike. Kommunen ligger i kantonen Orthez som tillhör arrondissementet Pau. År 2022 hade Baigts-de-Béarn 867 invånare.

## Befolkningsutveckling
Antalet invånare i kommunen Baigts-de-Béarn
| Referens: INSEE |